# Людвіг Дрес
Людвіг Еміль Марія Дрес (нім. Ludwig Emil Maria Drees; 20 грудня 1877, Кельн — 12 серпня 1945, Еберсвальде) — німецький офіцер, генерал-майор вермахту.

## Біографія
11 березня 1897 року вступив в Прусську армію, служив в артилерії. Учасник Першої світової війни. 9 квітня 1920 року звільнений у відставку, проте наступного дня повернувся в армію як цивільний службовець і був призначений менеджером бюро, 1 червня 1920 року — відділу продовольства інспекції озброєнь і спорядження (пізніше — управління озброєнь сухопутних військ) Імперського військового міністерства (пізніше — ОКГ). 1 жовтня 1932 року очолив свій відділ. З 1 жовтня 1933 року — офіцер земельної оборони, з 1 квітня 1935 року — служби комплектування. 11 березня 1939 року отримав право на носіння форми 62-го артилерійського полку. 1 квітня 1941 року зарахований на дійсну службу. 31 квітня 1942 року звільнений у відставку. Наступного дня переданий в розпорядження сухопутних військ, проте більше не отримав призначень. 30 квітня 1943 року звільнений у відставку. В травні 1945 року взятий в полон радянськими військами. Помер в ув'язненні.

## Звання
- Лейтенант (11 березня 1897)
- Оберлейтенант (18 травня 1907)
- Ротмістр (31 травня 1912)
- Майор запасу (9 квітня 1920)
- Майор у відставці (1 жовтня 1933)
- Оберстлейтенант у відставці (15 травня 1934)
- Оберстлейтенант служби комплектування (14 травня 1935)
- Оберст служби комплектування (1 червня 1935)
- Оберст (1 квітня 1941)
- Генерал-майор (1 липня 1941)

## Нагороди
- Столітня медаль (22 березня 1897)
- Залізний хрест
  - 2-го класу (вересень 1914)
  - 1-го класу (жовтень 1916)
- Військовий хрест Фрідріха-Августа (Ольденбург)
  - 2-го класу (квітень 1915)
  - 1-го класу (8 травня 1917)
- Орден Альберта (Саксонія), лицарський хрест 2-го класу з мечами (3 травня 1915)
- Ганзейський хрест (Гамбург; 15 січня 1918)
- Хрест «За вислугу років» (Пруссія) (11 грудня 1918)
- Почесний хрест ветерана війни з мечами (15 грудня 1934)
- Пам'ятна військова медаль (Угорщина) з мечами (28 серпня 1936)
- Пам'ятна військова медаль (Австрія) з мечами (25 вересня 1936)
- Медаль «За вислугу років у Вермахті»
  - 4-го, 3-го, 2-го і 1-го класу (25 років; 2 жовтня 1936) — отримав 4 нагороди одночасно.
  - особливого класу (40 років; 19 вересня 1939)
- Хрест Воєнних заслуг 2-го класу з мечами (30 січня 1941)